# Michael McGlinchey
Michael Ryan McGlinchey (* 7. Januar 1987 in Wellington) ist ein neuseeländisch-schottischer Fußballspieler.

## Vereinskarriere
McGlinchey wurde 1987 im neuseeländischen Wellington geboren, sein schottischer Vater spielte dort von 1986 bis 1988 Fußball bei Lower Hutt City. Bereits neun Monate nach seiner Geburt zog die Familie zurück nach Schottland, wo er in Glasgow aufwuchs. 2005 erhielt er bei Celtic Glasgow einen Profivertrag und gab am Boxing Day 2005 gegen Livingston sein Ligadebüt. Es sollte McGlincheys einziger Pflichtspieleinsatz für Celtic bleiben, im November 2007 wurde er an Dunfermline Athletic in die First Division verliehen, kehrte nach einer Leistenverletzung aber bereits im Januar 2008 wieder zu Celtic zurück.
Nachdem sein Vertrag mit Celtic im Sommer 2009 schließlich ausgelaufen war, erhielt er nach mehrmonatiger Vereinssuche beim australischen A-League-Klub Central Coast Mariners im Anschluss an ein zweiwöchiges Probetraining einen Zwei-Jahres-Vertrag. McGlinchey wurde bei den Mariners zum Stammspieler auf der Spielmacherposition, ließ sich wegen des frühen Saisonendes der A-League allerdings im Januar 2010 bis Sommer an den schottischen Klub FC Motherwell verleihen, um bis zur Weltmeisterschaft weiterhin Wettkampfpraxis zu erhalten. Zurück in Australien erreichte er mit den Mariners 2011 das Meisterschaftsfinale, das jedoch gegen Brisbane Roar im Elfmeterschießen verloren wurde. In der Saison 2012/13 wurde er mit dem Verein australischer Meister.
Zur Saison 2013/14 wechselte er auf Leihbasis in die japanische J-League zu Vegalta Sendai und am 12. September 2014 unterzeichnete McGlinchey einen Zweijahresvertrag bei Wellington Phoenix. Ab 2018 spielt er wieder für seinen ehemaligen Verein Central Coast Mariners. Nach drei Jahren kehrte er nach Schottland zurück und unterschrieb einen Vertrag beim FC Queen’s Park. Danach folgten Aufenthalte beim FC Clyde und den FC Weston Bears.

## Nationalmannschaft
McGlinchey war für den neuseeländischen und schottischen Verband spielberechtigt, entschied sich zunächst aber für Schottland. Er gehörte bei der U-19-Europameisterschaft 2006 zu den Leistungsträgern der schottischen Auswahl und stand in allen fünf Turnierpartien in der Startaufstellung. Im Finale, dem ersten seit 1982 für eine schottische Auswahl in dieser Altersstufe, unterlag man Spanien mit 1:2. Bei der anschließenden Junioren-Weltmeisterschaft 2007 in Kanada kam McGlinchey zu zwei Einsätzen, scheiterte mit dem U-20-Team aber nach drei Niederlagen bereits in der Gruppenphase.
Nachdem beim FIFA-Kongress im Juni 2009 die Aufhebung der Altersbegrenzung für einen Verbandswechsel beschlossen wurde, erhielt McGlinchey vom neuseeländischen Nationaltrainer Ricki Herbert erneut das Angebot, zukünftig für sein Geburtsland aufzulaufen. Er debütierte gemeinsam mit Rory Fallon in einem Freundschaftsspiel gegen Jordanien in der neuseeländischen Nationalmannschaft und kam im Oktober und November 2009 in den beiden Play-off-Partien der WM-Qualifikation gegen Bahrain zum Einsatz, als sich die Nationalelf durch einen 1:0-Heimerfolg erstmals seit 1982 wieder für eine WM-Endrunde qualifizierte. Auch an der Endrunde in Südafrika im Folgejahr nahm McGlinchey teil, kam bei Neuseelands Ausscheiden nach der Vorrunde jedoch zu keinem Einsatz.